# 308 Polyxo
308 Polyxo је астероид главног астероидног појаса. Приближан пречник астероида је 140,69 km,
а средња удаљеност астероида од Сунца износи 2,749 астрономских јединица (АЈ).
Инклинација (нагиб) орбите у односу на раван еклиптике је 4,364 степени, а орбитални период износи 1665,254 дана (4,559 године). Ексцентрицитет орбите астероида износи 0,036.
Апсолутна магнитуда астероида износи 8,17 а геометријски албедо 0,048.
Астероид је откривен 31. марта 1891. године.